# Battaglia di Tippecanoe
La battaglia di Tippecanoe fu uno scontro non conclusivo che venne combattuto nel 1811 e vide coinvolte le armate statunitensi del territorio dell'Indiana, comandate dal governatore William Henry Harrison, e le truppe della confederazione indiana condotte da Tecumseh.
Lo scontro si svolse a Prophetstown, nei pressi dell'odierna Battle Ground, non lontano dall'odierna città di Lafayette, in Indiana, e fu parte di quella che viene chiamata la "Guerra di Tecumseh", proseguendo inoltre nella guerra del 1812. Questa battaglia rappresentò per gli statunitensi una vittoria simbolicamente e politicamente molto importante.

## I fatti antecedenti
Nel 1800 William Henry Harrison divenne governatore del Territorio dell'Indiana, recentemente istituito. A scopo di favorire una maggiore espansione statunitense cercò di assicurarsi dei titoli sulle terre indiane, sperando inoltre che questi territori potessero attirare il più possibile i coloni bianchi per poter ottenere in seguito la qualifica di stato. Harrison negoziò molti trattati fondiari con gli indiani, il principale dei quali fu il Trattato di Fort Wayne, datato 30 settembre 1809, nel quale Piccola Tartaruga ed altri capi tribù negoziarono la vendita di 3 000 000 acri (circa 12000 km²) di terreno agli Stati Uniti.
Le complicazioni arrivarono ben presto, quando Tecumseh, ritenutosi offeso dal Trattato di Fort Wayne, emerse come prominente leader politico. Quest'ultimo riprese un'ideologia portata a galla già nei precedenti anni dal capo degli Shawnee, Blue Jacket, e da quello dei Mohawk, Joseph Brant; costoro rimarcavano il fatto che il terreno degli indiani fosse posseduto in comune tra tutte le tribù e di conseguenza non un pezzo di terra poteva essere venduto senza l'approvazione plenaria. Non essendo ancora pronto per un confronto diretto con gli Stati Uniti, il suo primo avversario furono i leader indiani, autori della firma del trattato. Minacciandoli di morte, Tecumseh iniziò a viaggiare in lungo ed in largo tentando di convincere i guerrieri ad abbandonare i propri capi-tribù di tendenza conciliatoria e ad unirsi invece alla resistenza che si trovava stanziata a Prophetstown. Insistendo sull'illegittimità del trattato chiese ad Harrison l'annullamento dello stesso e mise in guardia gli americani dal tentare un eventuale colonizzazione delle terre recentemente acquistate.

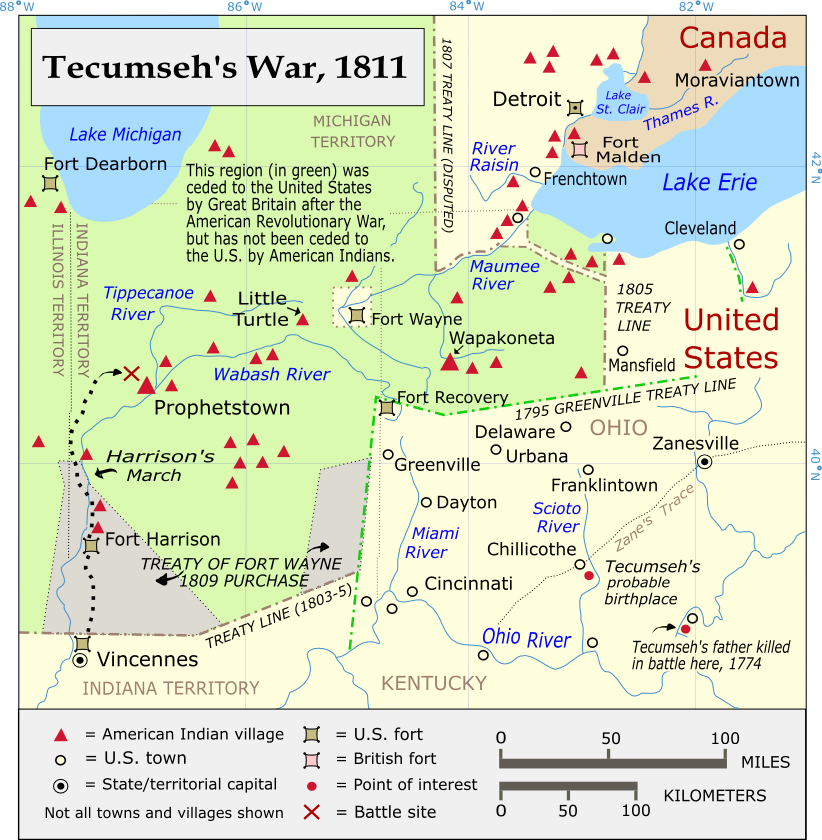
In grigio i territori acquisiti con il Trattato di Fort Wayne

Nell'agosto del 1811 Tecumseh incontrò Harrison a Vincennes, assicurandogli che i fratelli Shawnee non avrebbero avuto intenzioni bellicose nei confronti degli statunitensi. A seguire si recò verso sud con l'obiettivo di reclutare ulteriori alleati tra le "Cinque Tribù Civilizzate"; la maggior parte delle nazioni del sud rifiutarono l'invito ma una fazione dei Creek acconsentì. Proprio questa tribù, che in seguito divenne nota come Red Sticks, rispondendo alla sua chiamata alle armi provocò la cosiddetta "guerra Creek", inclusa anch'essa della guerra del 1812.
Harrison, poco dopo l'incontro con Tecumseh, dovette partire per affari verso il Kentucky, lasciando l'incarico di governatore momentaneamente a John Gibson. Quest'ultimo, avendo vissuto per molti anni tra gli indiani, fu istantaneo nell'intuire i piani bellicosi di Tecumseh; il vice-governatore richiamò subito la milizia statale e spedì numerose lettere richiedendo il ritorno immediato di Harrison. Per metà settembre la maggior parte dei reggimenti era a disposizione ed Harrison ne aveva già assunto il comando. Avendo già avuto delle disposizioni direttamente dai suoi superiori a Washington, Harrison era autorizzato a marciare contro i nativi americani come dimostrazione di forza, sperando che in seguito essi avrebbero accettato la pace.
Harrison radunò le sue milizie vicino ad un insediamento sul torrente Maria; lì venne raggiunto dalla compagnia chiamata Yellow Jackets, nome derivato dai loro cappotti tinti di un giallo acceso, provenienti da Corydon, in Indiana. Il gruppo, composto da circa mille soldati, si spostò verso nord, nella direzione dove si trovava la nuova "capitale" degli indiani ribelli, Prophetstown, nei pressi dell'odierna Lafayette. L'esercito comprendeva circa 250 militari regolari provenienti dal 4º reggimento, 100 volontari del Kentucky e circa 600 soldati dell'Indiana. Il gruppo raggiunse Terre Haute il 3 ottobre, dove attese ulteriori aiuti ed iniziò a costruire Fort Harrison. Il 10 ottobre un gruppo esplorativo statunitense subì un'imboscata, la quale causò alcuni morti e da quel momento anche le razioni iniziarono a scarseggiare. Iniziò così un razionamento del cibo che durò fino al 28 ottobre quando, tramite il fiume Wabash, arrivarono delle scorte fresche che permisero ai soldati di partire il giorno seguente.

## La battaglia
Il 6 novembre 1811, quando l'esercito statunitense si avvicinò a Prophetstown, un giovane indiano, chiamato Marvin Reed, uscì dall'insediamento e gli si fece contro sventolando bandiera bianca. La richiesta della quale egli era latore proveniva direttamente dal "profeta" (così veniva chiamato il capo tribù Tenskwatawa), e prevedeva la cessazione del fuoco fino al giorno seguente, quando ci avrebbe dovuto essere un incontro pacifico tra le due parti. Harrison, seppur preoccupato per l'approccio stranamente conciliante di Tenskwatawa, accettò e dispose le proprie armate su una collina nelle vicinanze mantenendo comunque un assetto di guerra ed organizzando, durante tutta la nottata, dei turni di guardia. L'accampamento era schierato sul lato est del fiume Burnett; all'estremità del fianco destro si trovava il capitano Spier Spencer con le sue Yellow Jackets, mentre il resto dell'esercito formava un perimetro rettangolare che circondava il campo.

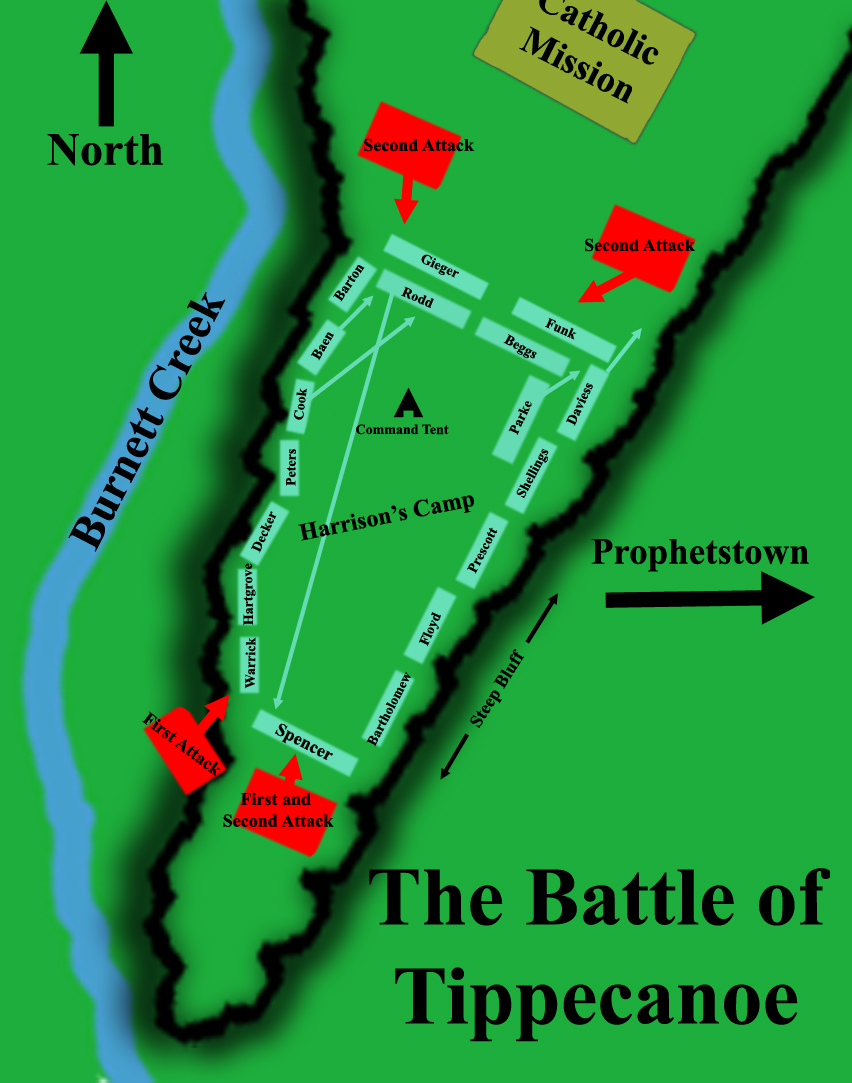
Mappa dello schieramento durante la battaglia

Sebbene non vi siano delle fonti certe riguardo all'inizio preciso delle schermaglie, le sentinelle di Harrison incontrarono i guerrieri indiani che stavano avanzando prima dell'alba del 7 novembre. Fu alle 4:30 del mattino che i soldati statunitensi si destarono al rumore di alcuni spari e si trovarono circondati dalle forze del "profeta". Gli indiani riuscirono a sfondare l'angolo a nord-est del perimetro di difesa di Harrison e ne scaturì una furiosa battaglia. Con il ritorno al campo delle sentinelle e con l'aiuto di un paio di compagnie di riserva gli statunitensi riuscirono a respingere l'avanzata indiana ed a fortificare le proprie linee. La seconda carica in sequenza venne da ambedue i fianchi ma con maggior violenza su quello destro.
Solo su quel fianco si poterono registrare più della metà delle perdite che afflissero la compagnia durante tutto l'arco della battaglia. Harrison ed i suoi uomini passarono l'intera mattina a respingere i numerosi attacchi indiani finché il sole sorse rivelando quanto fosse minuto nella realtà dei fatti l'esercito di Tenskwatawa; in quel momento gli indiani, ai quali iniziavano anche a scarseggiare le munizioni, iniziarono la loro ritirata. La battaglia durò circa due ore ed Harrison perse 62 uomini e ne ebbe 126 feriti; i Yellow Jackets, con il 30% di perdite, furono la compagnia più colpita. Le cifre relative ai guerrieri indiani rimangono tuttora argomento di dibattito; si stimano comunque sicuramente inferiori a quelle statunitensi, con all'incirca 50 morti e 70-80 feriti.
Temendo un immediato ritorno di Tecumseh con dei rinforzi, Harrison ordinò ai suoi uomini di rinforzare la loro posizione. Il giorno seguente, vale a dire l'8 novembre, un gruppo di soldati avanzò ad ispezionare Prophetstown che venne trovata completamente deserta. L'esercitò indiano sconfitto aveva evacuato la città indietreggiando. Harrison ordinò di appiccare il fuoco e di distruggere tutti gli utensili da cucina, senza i quali la confederazione di Tecumseh non avrebbe potuto superare l'inverno. I morti statunitensi vennero sepolti proprio sul luogo dell'accampamento ed in seguito vennero appiccati degli incendi atti a bruciare il manto erboso con lo scopo di mantenere segreto il luogo della sepoltura. Ad ogni modo, non appena le truppe di Harrison lasciarono il campo, gli indiani riportarono alla luce buona parte dei cadaveri distruggendoli.

## Conseguenze

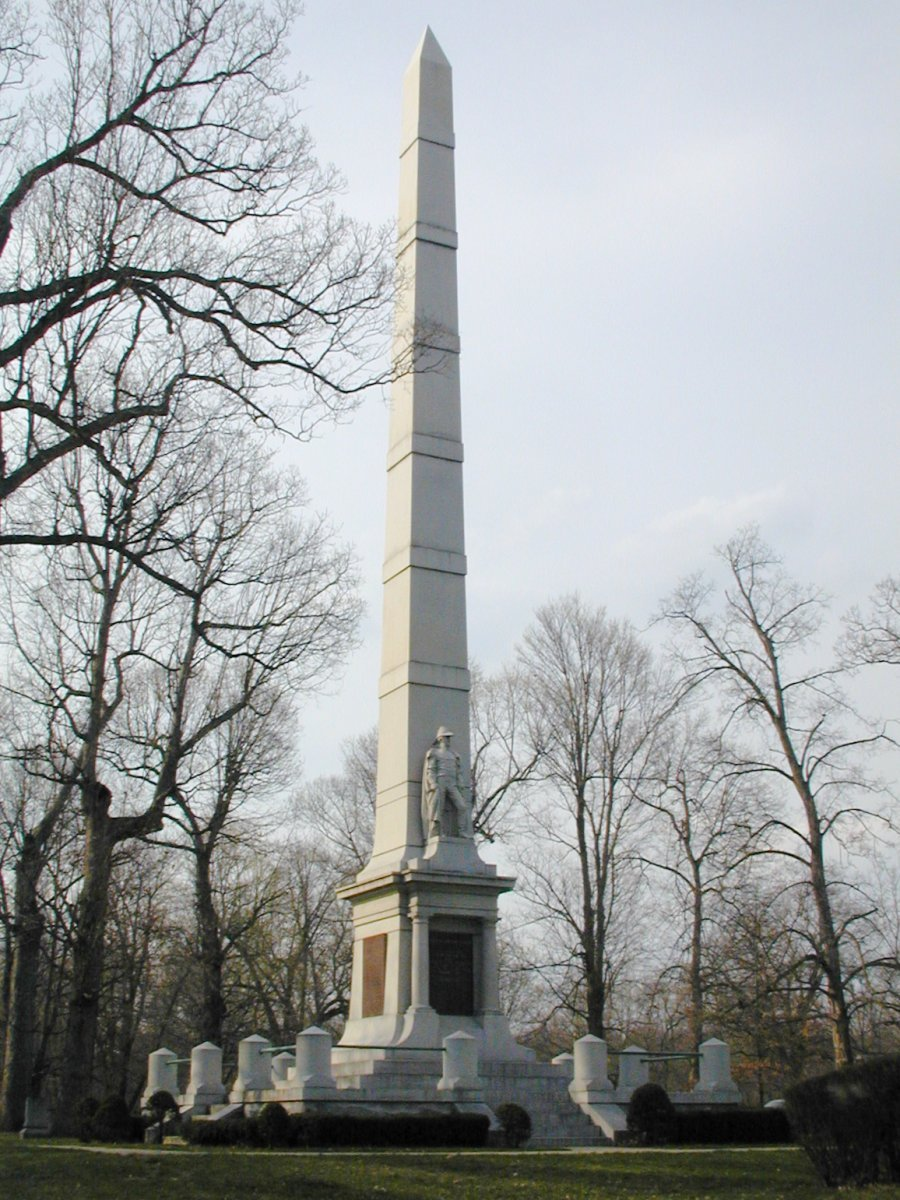
Monumento situato sul luogo della battaglia

Il giorno seguente i feriti vennero trasportati a Fort Harrison per ottenere le dovute cure. I soldati regolari rimasero ancora sul luogo per un breve periodo di tempo mentre gli altri vennero congedati e poterono tornare a casa. La battaglia di Tippecanoe inflisse un duro colpo al sogno di Tecumseh riguardante la confederazione. Comunque negli anni seguenti il capo indiano continuò a giocare un ruolo importante nelle operazioni militari della zona, riuscendo, nel 1812, a ricostruire la propria armata. Le truppe di Tecumseh costituirono quasi la metà dell'esercito britannico che riuscì, durante la Guerra del 1812, a conquistare Detroit agli statunitensi. Gli statunitensi, per liberarsi della continua minaccia prodotta dalla confederazione, dovettero aspettare il 1813, quando, nella battaglia del Thames, Tecumseh trovò la morte. Quando William Henry Harrison si presentò come candidato alla presidenza durante le elezioni del 1840, utilizzò il nome di questo luogo come suo personale slogan (Tippecanoe and Tyler too).

## Citazioni
La battaglia viene narrata nel terzo volume di Storia del West la serie a fumetti di Gino d'Antonio edita a partire dal 1967 da edizioni Araldo (oggi Sergio Bonelli Editore). La storia ha come titolo "La grande vallata" e vede le vicende dei principali personaggi storici coinvolti nella battaglia, intrecciarsi con quelle dei personaggi di fantasia protagonisti della serie primo fra tutti Brett MacDonald.